# Jisaku Okada
Jisaku Okada(岡田 次作, 13 de agosto de 1893 - 4 de junio de 1942) fue un contralmirante (póstumo) de la Armada Imperial Japonesa durante la Segunda Guerra Mundial.

## Biografía

### Frente del Pacífico
El 14 de septiembre de 1941 se convirtió en comandante del remodelado portaaviones Kaga en el preámbulo del Frente del Pacífico. Cuando el Imperio japonés  entró en la guerra el 7 de diciembre de 1941, su unidad participó en el ataque a Pearl Harbor y seguidamente en febrero de 1942, en el bombardeo de Darwin.
Jisaku Okada y su unidad como parte de la 1a. Fuerza de portaviones presentó batalla en Midway el 4 de junio de 1942. En la primera fase de la batalla el Kaga, a las 4:45 horas Okada envió sus aviones para ataque a tierra.
A las 9:10  la flota japonesa fue atacada y luego hizo uso efectivo de su artillería antiaérea y cobertura de cazas contra las primeras oleadas de atacantes americanos provenientes del USS Yorktown y  USS Hornet a la fuerza japonesa pudiendo derribar a casi la totalidad de los atacantes, uno de ellos, George H. Gay Jr. pudo divisar a Okada en la isla-puente de mando bailando desenfrenadamente mientras era derribado. 
Okada recibió la cuestionable orden de cambiar torpedos por bombas de parte del almirante Chuichi Nagumo lo que sembró confusión y perdida de tiempo en los portaviones.
En esta segunda fase de la batalla, el Kaga en su momento más vulnerable fue sorprendido junto al resto de la flota por bombarderos en picado pertenecientes al grupo aéreo VS-6 del  USS Enterprise siendo tocado por tres bombas de 230 kg y una de 450-kg lanzada por un Douglas SBD Dauntless al mando del capitán Clarence Wade McClusky, la tercera bomba lanzada por el teniente Clarence Dickinson junto a la isla-puente causó una gran explosión en la cubierta de vuelo destruyendo la isla de mando donde estaba Okada, matando a casi todos los oficiales superiores del barco.
Los incendios se extendieron rápidamente, desencadenando nuevas explosiones de las bombas y tanques del avión listos para el despegue, y la unidad se convirtió rápidamente en presa de un fuego incontrolable, siendo finalmente hundida a las 19:25 por los destructores de escolta, con la pérdida de 811 hombres. Fue ascendido póstumamente al rango de contraalmirante.